# Liste der Kulturdenkmale in Berlin-Karlshorst

Lage von Karlshorst in Berlin

In der Liste der Kulturdenkmale von Karlshorst sind die Kulturdenkmale des Berliner Ortsteils Karlshorst im Bezirk Lichtenberg aufgeführt.

## Denkmalbereiche (Ensembles)
| Nr.      | Lage                                                                                           | Offizielle Bezeichnung | Bestandteile / Beschreibung | Bild |
| -------- | ---------------------------------------------------------------------------------------------- | --- | --- | --- |
| 09040067 | Andernacher Straße 2–5A Ehrenfelsstraße 12–13, 40–40D Königswinterstraße 14A-18, 23–24A (Lage) | Wohnanlage Andernacher Straße Gesamtanlage siehe: Andernacher Straße 3–4A Baudenkmale siehe: Andernacher Straße 2–2A; 5–5A                                              | Weiterer Bestandteil des Ensembles: | Weiterer Bestandteil des Ensembles: |
| 09040067 | Andernacher Straße 2–5A Ehrenfelsstraße 12–13, 40–40D Königswinterstraße 14A-18, 23–24A (Lage) | Wohnanlage Andernacher Straße Gesamtanlage siehe: Andernacher Straße 3–4A Baudenkmale siehe: Andernacher Straße 2–2A; 5–5A                                              | 09040072 – Ehrenfelsstraße 13, Mietshaus, nach 1925                                                                                           | |
| 09040067 | Andernacher Straße 2–5A Ehrenfelsstraße 12–13, 40–40D Königswinterstraße 14A-18, 23–24A (Lage) | Wohnanlage Andernacher Straße Gesamtanlage siehe: Andernacher Straße 3–4A Baudenkmale siehe: Andernacher Straße 2–2A; 5–5A                                              | Nicht konstituierender Bestandteil des Ensembles: Königswinterstraße 23                                                                       | |
| 09040028 | Gundelfinger Straße 42–45 Dorotheastraße 31 (Lage)                                             | Mietshäuser Baudenkmale siehe: Gundelfinger Straße 42; 43 | Weitere Bestandteile des Ensembles: | Weitere Bestandteile des Ensembles: |
| 09040028 | Gundelfinger Straße 42–45 Dorotheastraße 31 (Lage)                                             | Mietshäuser Baudenkmale siehe: Gundelfinger Straße 42; 43 | 09040029 – Gundelfinger Straße 43A / Dorotheastraße 31, Mietshaus, 1901                                                                       | |
| 09040028 | Gundelfinger Straße 42–45 Dorotheastraße 31 (Lage)                                             | Mietshäuser Baudenkmale siehe: Gundelfinger Straße 42; 43 | 09040031 – Gundelfinger Straße 44, Mietshaus, 1902                                                                                            | |
| 09040028 | Gundelfinger Straße 42–45 Dorotheastraße 31 (Lage)                                             | Mietshäuser Baudenkmale siehe: Gundelfinger Straße 42; 43 | 09040030 – Gundelfinger Straße 45, Mietshaus, 1902                                                                                            | |
| 09040062 | Johannes-Fest-Platz 2–3 Ehrenfelsstraße 4 (Lage)                                               | „Haus der Offiziere“ und „Kommandaturgebäude“ Baudenkmal siehe: Johannes-Fest-Platz 2–3                                                                                 | Weiterer Bestandteil des Ensembles: | Weiterer Bestandteil des Ensembles: |
| 09040062 | Johannes-Fest-Platz 2–3 Ehrenfelsstraße 4 (Lage)                                               | „Haus der Offiziere“ und „Kommandaturgebäude“ Baudenkmal siehe: Johannes-Fest-Platz 2–3                                                                                 | 09040063 – Ehrenfelsstraße 4, Kommandantengebäude, um 1925, mit Freifläche                                                                    | |
| 09085100 | Lehndorffstraße 3, 7–8, 10 (Lage)                                                              | Siedlungshäuser Baudenkmal siehe: Lehndorffstraße 10 | Weitere Bestandteile des Ensembles: | Weitere Bestandteile des Ensembles: |
| 09085100 | Lehndorffstraße 3, 7–8, 10 (Lage)                                                              | Siedlungshäuser Baudenkmal siehe: Lehndorffstraße 10 | 09085101 – Lehndorffstraße 3, Siedlungshaus, 1895                                                                                             | |
| 09085100 | Lehndorffstraße 3, 7–8, 10 (Lage)                                                              | Siedlungshäuser Baudenkmal siehe: Lehndorffstraße 10 | 09085102 – Lehndorffstraße 7, Siedlungshaus, 1895                                                                                             | |
| 09085100 | Lehndorffstraße 3, 7–8, 10 (Lage)                                                              | Siedlungshäuser Baudenkmal siehe: Lehndorffstraße 10 | 09085103 – Lehndorffstraße 8, Siedlungshaus, 1895                                                                                             | |
| 09085105 | Liepnitzstraße 6, 8, 12, 13, 16 (Lage)                                                         | Siedlungshäuser Baudenkmal siehe: Liepnitzstraße 8 | Weitere Bestandteile des Ensembles: | Weitere Bestandteile des Ensembles: |
| 09085105 | Liepnitzstraße 6, 8, 12, 13, 16 (Lage)                                                         | Siedlungshäuser Baudenkmal siehe: Liepnitzstraße 8 | 09085106 – Liepnitzstraße 6, Siedlungshaus, nach 1895                                                                                         | |
| 09085105 | Liepnitzstraße 6, 8, 12, 13, 16 (Lage)                                                         | Siedlungshäuser Baudenkmal siehe: Liepnitzstraße 8 | 09085108 – Liepnitzstraße 12, Siedlungshaus, nach 1895                                                                                        | |
| 09085105 | Liepnitzstraße 6, 8, 12, 13, 16 (Lage)                                                         | Siedlungshäuser Baudenkmal siehe: Liepnitzstraße 8 | 09085109 – Liepnitzstraße 13, Siedlungshaus, vor 1900                                                                                         | |
| 09085105 | Liepnitzstraße 6, 8, 12, 13, 16 (Lage)                                                         | Siedlungshäuser Baudenkmal siehe: Liepnitzstraße 8 | 09085110 – Liepnitzstraße 16, Siedlungshaus, 1899                                                                                             | |
| 09040085 | Stolzenfelsstraße 1A-7 Andernacher Straße 12 (Lage)                                            | Mietvillen mit Vorgärten Baudenkmale siehe: Stolzenfelsstraße 1A-2A; 3–4; 5–6                                                                                           | Weiterer Bestandteil des Ensembles: | Weiterer Bestandteil des Ensembles: |
| 09040085 | Stolzenfelsstraße 1A-7 Andernacher Straße 12 (Lage)                                            | Mietvillen mit Vorgärten Baudenkmale siehe: Stolzenfelsstraße 1A-2A; 3–4; 5–6                                                                                           | 09040092 – Stolzenfelsstraße 7 / Andernacher Straße 12, Mietshaus, 1911–1912                                                                  | |
| 09085119 | Treskowallee 119/159 (Lage)                                                                    | Trabrennbahn Karlshorst und Hindernisrennbahn Karlshorst Baudenkmale siehe: Treskowallee 119/159, Waagegebäude; Tribüne; Reiterstandbild                                | 1893–1894 von Johannes Lange, Martin Haller und Rudolph Jürgens, Umbau und Erweiterung 1911–1912 und 1935, Umgestaltung zur Trabrennbahn 1945 | 1893–1894 von Johannes Lange, Martin Haller und Rudolph Jürgens, Umbau und Erweiterung 1911–1912 und 1935, Umgestaltung zur Trabrennbahn 1945 |
| 09085119 | Treskowallee 119/159 (Lage)                                                                    | Trabrennbahn Karlshorst und Hindernisrennbahn Karlshorst Baudenkmale siehe: Treskowallee 119/159, Waagegebäude; Tribüne; Reiterstandbild                                | Weitere Bestandteile des Ensembles: | |
| 09085119 | Treskowallee 119/159 (Lage)                                                                    | Trabrennbahn Karlshorst und Hindernisrennbahn Karlshorst Baudenkmale siehe: Treskowallee 119/159, Waagegebäude; Tribüne; Reiterstandbild                                | 09085123 – Rundstall, nach 1928 | |
| 09085119 | Treskowallee 119/159 (Lage)                                                                    | Trabrennbahn Karlshorst und Hindernisrennbahn Karlshorst Baudenkmale siehe: Treskowallee 119/159, Waagegebäude; Tribüne; Reiterstandbild                                | 09085124 – Eingangsbauten, 1911–1912 | |
| 09085119 | Treskowallee 119/159 (Lage)                                                                    | Trabrennbahn Karlshorst und Hindernisrennbahn Karlshorst Baudenkmale siehe: Treskowallee 119/159, Waagegebäude; Tribüne; Reiterstandbild                                | 09085126 – Zielrichterturm, 1955 | |
| 09085512 | Üderseestraße 23–32, 34 (Lage)                                                                 | Wohnhäuser Baudenkmale siehe: Üderseestraße 29, 30/32 | 1895–1900 | 1895–1900 |
| 09085512 | Üderseestraße 23–32, 34 (Lage)                                                                 | Wohnhäuser Baudenkmale siehe: Üderseestraße 29, 30/32 | Weitere Bestandteile des Ensembles: | |
| 09085512 | Üderseestraße 23–32, 34 (Lage)                                                                 | Wohnhäuser Baudenkmale siehe: Üderseestraße 29, 30/32 | 09085513 – Üderseestraße 23, Wohnhaus, um 1900                                                                                                | |
| 09085512 | Üderseestraße 23–32, 34 (Lage)                                                                 | Wohnhäuser Baudenkmale siehe: Üderseestraße 29, 30/32 | 09085514 – Üderseestraße 24, Wohnhaus, um 1895                                                                                                | |
| 09085512 | Üderseestraße 23–32, 34 (Lage)                                                                 | Wohnhäuser Baudenkmale siehe: Üderseestraße 29, 30/32 | 09085515 – Üderseestraße 26, Wohnhaus, um 1900                                                                                                | |
| 09085512 | Üderseestraße 23–32, 34 (Lage)                                                                 | Wohnhäuser Baudenkmale siehe: Üderseestraße 29, 30/32 | 09085516 – Üderseestraße 27, Wohnhaus, um 1895                                                                                                | |
| 09085512 | Üderseestraße 23–32, 34 (Lage)                                                                 | Wohnhäuser Baudenkmale siehe: Üderseestraße 29, 30/32 | 09085517 – Üderseestraße 28, Wohnhaus, um 1895                                                                                                | |
| 09085512 | Üderseestraße 23–32, 34 (Lage)                                                                 | Wohnhäuser Baudenkmale siehe: Üderseestraße 29, 30/32 | 09085518 – Üderseestraße 31, Wohnhaus, um 1895                                                                                                | |
| 09085512 | Üderseestraße 23–32, 34 (Lage)                                                                 | Wohnhäuser Baudenkmale siehe: Üderseestraße 29, 30/32 | 09085519 – Üderseestraße 34, Wohnhaus, um 1900                                                                                                | |
| 09085131 | Wildensteiner Straße 20, 22–24, 26 (Lage)                                                      | Villen Baudenkmal siehe: Wildensteiner Straße 20 | Weitere Bestandteile des Ensembles: | Weitere Bestandteile des Ensembles: |
| 09085131 | Wildensteiner Straße 20, 22–24, 26 (Lage)                                                      | Villen Baudenkmal siehe: Wildensteiner Straße 20 | 09085133 – Wildensteiner Straße 22, Villa, um 1900                                                                                            | |
| 09085131 | Wildensteiner Straße 20, 22–24, 26 (Lage)                                                      | Villen Baudenkmal siehe: Wildensteiner Straße 20 | 09085134 – Wildensteiner Straße 23, Villa, um 1900                                                                                            | |
| 09085131 | Wildensteiner Straße 20, 22–24, 26 (Lage)                                                      | Villen Baudenkmal siehe: Wildensteiner Straße 20 | 09085135 – Wildensteiner Straße 24, Villa, um 1900                                                                                            | |
| 09085131 | Wildensteiner Straße 20, 22–24, 26 (Lage)                                                      | Villen Baudenkmal siehe: Wildensteiner Straße 20 | 09085136 – Wildensteiner Straße 26, Villa Emma, um 1900                                                                                       | |
| 09040108 | Zwieseler Straße 4/28, 34/46F Patersdorfer Straße (Lage)                                       | Pionierschule I (ehem.) und Militärobjekt 9 der Sowjetischen Streitkräfte in Deutschland Gesamtanlage siehe: Zwieseler Straße 6/28 Baudenkmal siehe: Zwieseler Straße 4 | 1936–1938; von 1945 bis 1992 Militärobjekt 9 der sowjetischen Streitkräfte in Deutschland                                                     | 1936–1938; von 1945 bis 1992 Militärobjekt 9 der sowjetischen Streitkräfte in Deutschland                                                     |
| 09040108 | Zwieseler Straße 4/28, 34/46F Patersdorfer Straße (Lage)                                       | Pionierschule I (ehem.) und Militärobjekt 9 der Sowjetischen Streitkräfte in Deutschland Gesamtanlage siehe: Zwieseler Straße 6/28 Baudenkmal siehe: Zwieseler Straße 4 | Weiterer Bestandteil des Ensembles: | |
| 09040108 | Zwieseler Straße 4/28, 34/46F Patersdorfer Straße (Lage)                                       | Pionierschule I (ehem.) und Militärobjekt 9 der Sowjetischen Streitkräfte in Deutschland Gesamtanlage siehe: Zwieseler Straße 6/28 Baudenkmal siehe: Zwieseler Straße 4 | 09040114 – Zwieseler Straße 46–46F, Sport- und Schwimmhalle (7), 1936–1938                                                                    | |

## Denkmalbereiche (Gesamtanlagen)
| Nr.      | Lage | Offizielle Bezeichnung | Beschreibung | Bild |
| -------- | --- | --- | --- | --- |
| 09040071 | Andernacher Straße 3–4A Ehrenfelsstraße 40–40D Königswinterstraße 14A-18 (Lage)                                                                                 | Wohnanlage Bestandteil des Ensembles: Andernacher Straße                                                                         | 1928–1930 von Richard Pohl | |
| 09040064 | Gundelfinger Straße 10–11 Treskowallee 76 (Lage) | Alte Schule Karlshorst | Schule, 1899 | |
| 09040064 | Gundelfinger Straße 10–11 Treskowallee 76 (Lage) | Alte Schule Karlshorst | Turnhalle | |
| 09040064 | Gundelfinger Straße 10–11 Treskowallee 76 (Lage) | Alte Schule Karlshorst | Toilettengebäude | |
| 09040025 | Gundelfinger Straße 36–37 (Lage) | Katholische St. Marien-Kirche | 1935–1936 von Clemens Lohmer und Jacques Baudinot | |
| 09040025 | Gundelfinger Straße 36–37 (Lage) | Katholische St. Marien-Kirche | Katholisches Pfarramt, 1909 von August Kaufhold, war einst eigenständiges Baudenkmal | |
| 09085099 | Hegemeisterweg 18–30, 45–55 Drosselstieg 1–39 Fuchsbau 1–15, 19–20 Gleyeweg 3/13, 14, 17, 21/23 Liepnitzstraße 63 Oskarstraße 7 (Lage)                          | Waldsiedlung Lichtenberg | Einfamilienreihenhäuser, Mehrfamilienhäuser und Stallgebäude, städtebaulicher Entwurf sowie Entwurf der Typenhäuser des 1. Bauabschnitts von Peter Behrens; Bauleitung Stadtbaurat Rudolf Gleye, 1919–1920; Struktur der Gartenanlagen, 2. BA 1937, Wiederaufbau fünfziger Jahre | Einfamilienreihenhäuser, Mehrfamilienhäuser und Stallgebäude, städtebaulicher Entwurf sowie Entwurf der Typenhäuser des 1. Bauabschnitts von Peter Behrens; Bauleitung Stadtbaurat Rudolf Gleye, 1919–1920; Struktur der Gartenanlagen, 2. BA 1937, Wiederaufbau fünfziger Jahre |
| 09085099 | Hegemeisterweg 18–30, 45–55 Drosselstieg 1–39 Fuchsbau 1–15, 19–20 Gleyeweg 3/13, 14, 17, 21/23 Liepnitzstraße 63 Oskarstraße 7 (Lage)                          | Waldsiedlung Lichtenberg | Hegemeisterweg | |
| 09085099 | Hegemeisterweg 18–30, 45–55 Drosselstieg 1–39 Fuchsbau 1–15, 19–20 Gleyeweg 3/13, 14, 17, 21/23 Liepnitzstraße 63 Oskarstraße 7 (Lage)                          | Waldsiedlung Lichtenberg | Drosselstieg | |
| 09085099 | Hegemeisterweg 18–30, 45–55 Drosselstieg 1–39 Fuchsbau 1–15, 19–20 Gleyeweg 3/13, 14, 17, 21/23 Liepnitzstraße 63 Oskarstraße 7 (Lage)                          | Waldsiedlung Lichtenberg | Fuchsbau | |
| 09085099 | Hegemeisterweg 18–30, 45–55 Drosselstieg 1–39 Fuchsbau 1–15, 19–20 Gleyeweg 3/13, 14, 17, 21/23 Liepnitzstraße 63 Oskarstraße 7 (Lage)                          | Waldsiedlung Lichtenberg | Gleyeweg | |
| 09085099 | Hegemeisterweg 18–30, 45–55 Drosselstieg 1–39 Fuchsbau 1–15, 19–20 Gleyeweg 3/13, 14, 17, 21/23 Liepnitzstraße 63 Oskarstraße 7 (Lage)                          | Waldsiedlung Lichtenberg | Gartenanlage | |
| 09040101 | Köpenicker Allee 39/63 Arberstraße 1/41 Neuwieder Straße 2/50 (Lage)                                                                                            | St. Antonius-Hospital (heute Katholische Hochschule für Sozialwesen Berlin)                                                      | 1928–1930 von Felix Angelo Pollak | |
| 09040303 | Köpenicker Allee (östlich Nr. 127/183) Am Alten Flugplatz Bischofsmaiser Straße Langdorfer Straße Lusenpfad Prackenbacher Straße Ruhmannsfeldener Straße (Lage) | Flugzeughallen der ehemaligen Fliegerstation Berlin-Friedrichsfelde (später Militärflugplatz Friedrichsfelde)                    | 1917–1918, Konstruktion von den Gebrüdern Rank | |
| 09040049 | Marksburgstraße 46/52 (Lage) | Doppelhäuser | um 1900 | |
| 09040128 | Robert-Siewert-Straße 50/52 (Lage) | Villa Arthur Capelle | Villa, 1937–1938 | |
| 09040128 | Robert-Siewert-Straße 50/52 (Lage) | Villa Arthur Capelle | Garage, Einfriedung und Garten | |
| 09095197 | Rummelsburger Landstraße 1 (Lage) | Umformwerk und Elektrowerkstatt                                                                                                  | um 1925 und um 1940 | |
| 09040043 | Treskowallee 8 Römerweg 45 (Lage) | Realprogymnasium und Realschule (Hochschule für Technik und Wirtschaft)                                                          | 1913–1914 von Peter Jürgensen und Jürgen Bachmann; Erweiterung, 1919–1920 von Peter Jürgensen, einst Teil des Ensembles Treskowallee 8/12 | |
| 09040043 | Treskowallee 8 Römerweg 45 (Lage) | Realprogymnasium und Realschule (Hochschule für Technik und Wirtschaft)                                                          | Einfriedung | |
| 09040102 | Verlängerte Waldowallee 41–43 (Lage) | Doppelhaus und Stallgebäude | vor 1911 | |
| 09040102 | Verlängerte Waldowallee 41–43 (Lage) | Doppelhaus und Stallgebäude | Ställe | |
| 09040110 | Zwieseler Straße 6/28, 34/44 (Lage) | Pionierschule I (ehem.), Militärobjekt 9 der Sowjetischen Streitkräfte in Deutschland Bestandteil des Ensembles: Pionierschule I | In Betrieb 1936–1938 bzw. 1945–1992 | In Betrieb 1936–1938 bzw. 1945–1992 |
| 09040110 | Zwieseler Straße 6/28, 34/44 (Lage) | Pionierschule I (ehem.), Militärobjekt 9 der Sowjetischen Streitkräfte in Deutschland Bestandteil des Ensembles: Pionierschule I | Kommandantur (1) | |
| 09040110 | Zwieseler Straße 6/28, 34/44 (Lage) | Pionierschule I (ehem.), Militärobjekt 9 der Sowjetischen Streitkräfte in Deutschland Bestandteil des Ensembles: Pionierschule I | Hörsaalgebäude (ehem. KGB-Zentrale) (2) | |
| 09040110 | Zwieseler Straße 6/28, 34/44 (Lage) | Pionierschule I (ehem.), Militärobjekt 9 der Sowjetischen Streitkräfte in Deutschland Bestandteil des Ensembles: Pionierschule I | Unteroffizierskasino (3) | |
| 09040110 | Zwieseler Straße 6/28, 34/44 (Lage) | Pionierschule I (ehem.), Militärobjekt 9 der Sowjetischen Streitkräfte in Deutschland Bestandteil des Ensembles: Pionierschule I | Assistenzgebäude I-IV (Unterkunftsgebäude) (4) | |
| 09040110 | Zwieseler Straße 6/28, 34/44 (Lage) | Pionierschule I (ehem.), Militärobjekt 9 der Sowjetischen Streitkräfte in Deutschland Bestandteil des Ensembles: Pionierschule I | nördliches und südliches Pförtnerhaus (Wachgebäude) (5) | |

## Baudenkmale
| Nr.      | Lage                                                           | Offizielle Bezeichnung                                                                                            | Beschreibung | Bild |
| -------- | -------------------------------------------------------------- | --- | --- | ---- |
| 09040069 | Andernacher Straße 2–2A Ehrenfelsstraße 12 (Lage)              | Mietshaus Bestandteil des Ensembles: Andernacher Straße                                                           | 1930 |      |
| 09040070 | Andernacher Straße 5–5A Königswinterstraße 24–24A (Lage)       | Mietshaus Bestandteil des Ensembles: Andernacher Straße                                                           | 1929 von Dietrich & Liebsch                                                                                     |      |
| 09040035 | Dönhoffstraße 2 (Lage)                                         | Wohn- und Geschäftshaus                                                                                           | 1900 |      |
| 09040036 | Dönhoffstraße 30–31 (Lage)                                     | Freiwillige Feuerwehr Karlshorst                                                                                  | Feuerwache und Torbogen, 1900–1905 von Oskar Gregorovius                                                        |      |
| 09040036 | Dönhoffstraße 30–31 (Lage)                                     | Freiwillige Feuerwehr Karlshorst                                                                                  | Erweiterungen für Gemeindeeinrichtungen mit Einfriedungen, 1905–1928                                            |      |
| 09040046 | Dönhoffstraße 39–39B (Lage)                                    | Laboratorium des Vereins deutscher Portland-Cement-Fabrikanten                                                    | 1901 von Schneider                                                                                              |      |
| 09085097 | Grimnitzstraße 18 (Lage)                                       | Wohnhaus | nach 1895 |      |
| 09040027 | Gundelfinger Straße 35 (Lage)                                  | Mietshaus | 1906 |      |
| 09040033 | Gundelfinger Straße 42 (Lage)                                  | Mietshaus Bestandteil des Ensembles: Gundelfinger Straße                                                          | 1910 |      |
| 09040032 | Gundelfinger Straße 43 (Lage)                                  | Mietshaus Bestandteil des Ensembles: Gundelfinger Straße                                                          | 1904 |      |
| 09010218 | Heiligenberger Straße 9 (Lage)                                 | Jugendstilwohnhaus                                                                                                | 1897, um 1905 von Oscar Gregorovius (?)                                                                         |      |
| 09085098 | Heiligenberger Straße 26 (Lage)                                | Wohnhaus | vor 1900 |      |
| 09040093 | Johannes-Fest-Platz 2–3 (Lage)                                 | Haus der Offiziere Bestandteil des Ensembles: Haus der Offiziere und Kommandaturgebäude                           | 1948–1949 |      |
| 09085104 | Lehndorffstraße 10 (Lage)                                      | Siedlungshaus Bestandteil des Ensembles: Lehndorffstraße                                                          | 1895 |      |
| 09085107 | Liepnitzstraße 8 (Lage)                                        | Siedlungshaus Bestandteil des Ensembles: Liepnitzstraße                                                           | nach 1895 |      |
| 09085111 | Müritzstraße 18 (Lage)                                         | Wohnhaus | 1900 |      |
| 09040124 | Rheinpfalzallee 82 Grafenauer Weg 18 (Lage)                    | Verwaltungsbau des Oberkommandos der Sowjetischen Militäradministration (SMA)                                     | 1948–1949 |      |
| 09040080 | Robert-Siewert-Straße 67 (Lage)                                | Friedhofskapelle auf dem Karlshorster und Neuen Friedrichsfelder Friedhof                                         | 1905 von Johannes Ernst                                                                                         |      |
| 09040082 | Robert-Siewert-Straße 67 (Lage)                                | Grabmal Familie Gregorovius auf dem Karlshorster und Neuen Friedrichsfelder Friedhof                              | 1909 |      |
| 09040034 | Römerweg 30/34 (Lage)                                          | Hans-und-Hilde-Coppi-Gymnasium                                                                                    | 1935–1937 von Friedrich Hennings                                                                                |      |
| 09040044 | Römerweg 39 (Lage)                                             | ehem. Hochschule für Planökonomie                                                                                 | Hochschule, 1950 von Hanns Hopp, einst Teil des Ensembles Treskowallee 8/12                                     |      |
| 09040044 | Römerweg 39 (Lage)                                             | ehem. Hochschule für Planökonomie                                                                                 | Audimaxgebäude, um 1955                                                                                         |      |
| 09040044 | Römerweg 39 (Lage)                                             | ehem. Hochschule für Planökonomie                                                                                 | Freifläche mit Einfriedung                                                                                      |      |
| 09040044 | Römerweg 39 (Lage)                                             | ehem. Hochschule für Planökonomie                                                                                 | Skulptur Nikos Beloyannis, 1952 von René Graetz                                                                 |      |
| 09085113 | Sadowastraße 20 (Lage)                                         | Wasserpumpwerk Karlshorst                                                                                         | 1908, Anbau um 1925                                                                                             |      |
| 09040096 | S-Bahnhof Karlshorst Treskowallee (Lage)                       | S-Bahnhof Karlshorst                                                                                              | Bahnsteig, 1899–1902 von Karl Cornelius                                                                         |      |
| 09040096 | S-Bahnhof Karlshorst Treskowallee (Lage)                       | S-Bahnhof Karlshorst                                                                                              | Eingangshalle, 1899–1902 von Karl Cornelius                                                                     |      |
| 09040096 | S-Bahnhof Karlshorst Treskowallee (Lage)                       | Teilverlust: | S-Bahnbrücke, 2012 abgerissen und durch Neubau ersetzt                                                          |      |
| 09085115 | Stechlinstraße 34 (Lage)                                       | Wohnhaus | nach 1895 |      |
| 09040086 | Stolzenfelsstraße 1A-2A (Lage)                                 | Mietshaus Bestandteil des Ensembles: Stolzenfelsstraße                                                            | 1911 |      |
| 09040088 | Stolzenfelsstraße 3–4 (Lage)                                   | Mietshaus Bestandteil des Ensembles: Stolzenfelsstraße                                                            | 1911–1912 |      |
| 09040090 | Stolzenfelsstraße 5–6 (Lage)                                   | Mietshaus Bestandteil des Ensembles: Stolzenfelsstraße                                                            | 1912 |      |
| 09040129 | Stolzenfelsstraße 9 (Lage)                                     | Mietshaus | 1929 |      |
| 09085116 | Treskowallee Wandlitzstraße (Lage)                             | Denkmal Hermann Duncker                                                                                           | 1976 von Walter Howard                                                                                          |      |
| 09085117 | Treskowallee Wandlitzstraße (Lage)                             | Rennbahnhof Karlshorst                                                                                            | 1895 |      |
| 09040061 | Treskowallee 24C (Lage)                                        | ReliefSowjetsoldaten beschützen den Aufbau der DDR                                                                | ursprünglich am Eingangsbau des Studentenwohnheimes der Hochschule für Ökonomie, Römerweg 50                    |      |
| 09040130 | Treskowallee 31 Waldowallee (Lage)                             | Mehrzweckpavillon                                                                                                 | 1932 |      |
| 09085118 | Treskowallee 116 Wandlitzstraße 1/3 (Lage)                     | Mietshaus mit Läden                                                                                               | um 1900 |      |
| 09085122 | Treskowallee 119/159 (Lage)                                    | Reiterstandbild mit Grünanlage auf der Trabrennbahn Karlshorst Bestandteil des Ensembles: Trabrennbahn Karlshorst | 1925 von Willibald Fritsch                                                                                      |      |
| 09085121 | Treskowallee 119/159 (Lage)                                    | Tribüne auf der Trabrennbahn Karlshorst Bestandteil des Ensembles: Trabrennbahn Karlshorst                        | 1935 von Heinrich Straumer                                                                                      |      |
| 09085120 | Treskowallee 119/159 (Lage)                                    | Waagegebäude mit Tribüne auf der Trabrennbahn Karlshorst Bestandteil des Ensembles: Trabrennbahn Karlshorst       | 1894 von Johannes Lange                                                                                         |      |
| 09085127 | Üderseestraße 11/13 (Lage)                                     | Wohnhaus | nach 1910 |      |
| 09085128 | Üderseestraße 29 (Lage)                                        | Wohnhaus Bestandteil des Ensembles: Üderseestraße                                                                 | um 1895 |      |
| 09085128 | Üderseestraße 29 (Lage)                                        | Wohnhaus Bestandteil des Ensembles: Üderseestraße                                                                 | Wirtschaftsgebäude, um 1895                                                                                     |      |
| 09085129 | Üderseestraße 30/32 (Lage)                                     | Wohnhaus Bestandteil des Ensembles: Üderseestraße                                                                 | um 1900 |      |
| 09085129 | Üderseestraße 30/32 (Lage)                                     | Wohnhaus Bestandteil des Ensembles: Üderseestraße                                                                 | Gartenlaube, um 1900                                                                                            |      |
| 09040098 | Weseler Straße 6 Sinziger Straße 4 Lahnsteiner Straße 4 (Lage) | Evangelische Kirche Zur Frohen Botschaft mit Küster- und Pfarrhaus                                                | Kirche, 1909–1910 von Peter Jürgensen und Jürgen Bachmann                                                       |      |
| 09040098 | Weseler Straße 6 Sinziger Straße 4 Lahnsteiner Straße 4 (Lage) | Evangelische Kirche Zur Frohen Botschaft mit Küster- und Pfarrhaus                                                | Migendt-Orgel, 1753–1755 von Johann Peter Migendt                                                               |      |
| 09085130 | Wildensteiner Straße 4 (Lage)                                  | Mietvilla | um 1900 |      |
| 09085132 | Wildensteiner Straße 20 (Lage)                                 | Villa Bestandteil des Ensembles: Wildensteiner Straße                                                             | 1899 |      |
| 09040111 | Zwieseler Straße Viechtacher Straße (Lage)                     | Hochbunker der Pionierschule I                                                                                    | (1936–1938) um 1940                                                                                             |      |
| 09040109 | Zwieseler Straße 4 Rheinsteinstraße (Lage)                     | Museum Berlin-Karlshorst Bestandteil des Ensembles: Pionierschule I                                               | ehem. Offizierskasino (10), der Wehrmacht 1936–1937; 1945–1994 Militärobjekt 9 der sowjetischen Besatzungsmacht |      |